# Équipe d'Afrique du Sud de Fed Cup
L'équipe d'Afrique du Sud de Fed Cup est l’équipe qui représente l’Afrique du Sud lors de la compétition de tennis féminin par équipe nationale appelée Fed Cup (ou « Coupe de la Fédération » entre 1963 et 1994).
Elle est constituée d'une sélection des meilleures joueuses de tennis sud-africaines du moment sous l’égide de la Fédération sud-africaine de tennis.

## Résultats par année

### 1963 - 1969
- 1963 (4 tours, 16 équipes) : après une victoire au 1er tour contre la Tchécoslovaquie et la France en 1/4 de finale, l’Afrique du Sud s'incline en 1/2 finale contre l’Australie.
- 1964 (5 tours, 20 équipes) : après une victoire au 1er tour contre le Japon et la Tchécoslovaquie au 2e tour, l’Afrique du Sud s'incline en 1/4 de finale contre la Grande-Bretagne.
- 1965 (4 tours, 11 équipes) : après un « bye » au 1er tour, l’Afrique du Sud s'incline en 1/4 de finale contre la Grande-Bretagne.
- 1966 (5 tours, 21 équipes) : après un « bye » au 1er tour, l’Afrique du Sud s'incline au 2e tour contre les Pays-Bas.
- 1967 (5 tours, 17 équipes) : après un « bye » au 1er tour et une victoire contre la Norvège au 2e tour, l’Afrique du Sud s'incline en 1/4 de finale contre les États-Unis.
- 1968 (5 tours, 23 équipes) : après un « bye » au 1er tour et une victoire contre le Canada au 2e tour, l’Afrique du Sud s'incline en 1/4 de finale contre l’Australie.
- 1969 (5 tours, 20 équipes) : après un « bye » au 1er tour, l’Afrique du Sud s'incline au 2e tour contre la France.

### 1970 - 1979
- 1970 (5 tours, 22 équipes) : après un « bye » au 1er tour et un forfait de la Hongrie au 2e tour, l’Afrique du Sud s'incline en 1/4 de finale contre les États-Unis.
- 1971 (4 tours, 14 équipes) : après une victoire au 1er tour contre l’Indonésie, l’Afrique du Sud s'incline en 1/4 de finale contre les États-Unis.
- 1972 (5 tours, 31 équipes) : après une victoire au 1er tour contre la Belgique, le Brésil au 2e tour, la France en 1/4 de finale et les États-Unis en 1/2 finale, l’Afrique du Sud l’emporte en finale contre la Grande-Bretagne.

| Afrique du Sud - Grande-Bretagne - 2 : 1 |                           |                             |               |
| 1                                        | Pat Pretorius             | Virginia Wade               | 3-6, 2-6      |
| 1                                        | Brenda Kirk               | Winnie Shaw                 | 4-6, 7-5, 6-0 |
| 1                                        | Brenda Kirk Pat Pretorius | Virginia Wade Joyce Barclay | 6-1, 7-5      |

- 1973 (5 tours, 30 équipes) : après une victoire au 1er tour contre la Grèce, la Belgique au 2e tour, les Pays-Bas en 1/4 de finale et la Roumanie en 1/2 finale, l’Afrique du Sud s'incline en finale contre l’Australie.

| Australie - Afrique du Sud - 3 : 0 |                              |                           |           |
| 1                                  | Evonne Goolagong             | Pat Pretorius             | 6-0, 6-2  |
| 1                                  | Patricia Coleman             | Brenda Kirk               | 10-8, 6-0 |
| 1                                  | Evonne Goolagong Janet Young | Brenda Kirk Pat Pretorius | 6-1, 6-2  |

- 1974 (5 tours, 29 équipes) : après une victoire au 1er tour par forfait du Soudan et une victoire contre la Suisse au 2e tour, l’Afrique du Sud s'incline en 1/4 de finale contre la Grande-Bretagne.
- 1975 (5 tours, 31 équipes) : après une victoire au 1er tour contre la Norvège et le Japon au 2e tour, l’Afrique du Sud s'incline en 1/4 de finale contre les États-Unis.
- 1976 (5 tours, 32 équipes) : après une victoire au 1er tour contre la Corée du Sud et la Suède au 2e tour, l’Afrique du Sud s'incline en 1/4 de finale contre la Grande-Bretagne.
- 1977 (5 tours, 32 équipes) : après une victoire au 1er tour contre le Japon, la Nouvelle-Zélande au 2e tour et les Pays-Bas en 1/4 de finale, l’Afrique du Sud s'incline en 1/2 finale contre les États-Unis.
- 1978 - 1979 : l’Afrique du Sud ne participe pas à ces éditions.

### 1980 - 1989
- 1980 - 1981 - 1982 - 1983 - 1984 - 1985 - 1986 - 1987 - 1988 - 1989 : l’Afrique du Sud ne participe pas à ces éditions.

### 1990 - 1999
- 1990 - 1991 : l’Afrique du Sud ne participe pas à ces éditions.
- 1992 (5 tours + barrages, 32 équipes) : après une défaite au 1er tour contre le Canada et une victoire en play-offs contre la Belgique, l’Afrique du Sud l’emporte en play-offs contre le Mexique.
- 1993 (5 tours + barrages, 32 équipes) : après une défaite au 1er tour contre la République tchèque, l’Afrique du Sud l’emporte en play-offs contre  Israël.
- 1994 (5 tours, 32 équipes) : après une victoire au 1er tour contre le Paraguay et les Pays-Bas au 2e tour, l’Afrique du Sud s'incline en 1/4 de finale contre l’Allemagne.

La compétition change de format à compter de 1995 : la Coupe de la Fédération devient Fed Cup.
- 1995 (3 tours, 8 équipes + groupe mondial II, play-offs I et II) : après une défaite en 1/4 de finale du groupe mondial contre la France, l’Afrique du Sud l’emporte en play-offs I contre la Bulgarie.
- 1996 (3 tours, 8 équipes + groupe mondial II, play-offs I et II) : après une défaite en 1/4 de finale du groupe mondial contre l’Espagne, l’Afrique du Sud s'incline en play-offs I contre la Belgique.
- 1997 (3 tours, 8 équipes + groupe mondial II, play-offs I et II) : après une défaite en groupe mondial II contre l’Australie, l’Afrique du Sud s'incline en play-offs II contre l’Autriche.
- 1998 - 1999 : l’Afrique du Sud concourt dans les compétitions par zones géographiques.

### 2000 - 2009
- 2000 - 2001 - 2002 : l’Afrique du Sud concourt dans les compétitions par zones géographiques.
- 2003 (4 tours, 16 équipes + play-offs) : l’Afrique du Sud s'incline en play-offs I contre la République tchèque.
- 2004 - 2005 - 2006 - 2007 - 2008 - 2009 : l’Afrique du Sud concourt dans les compétitions par zones géographiques.

### 2010 - 2015
- 2010 - 2011 - 2012 - 2013 - 2014 - 2015 : l’Afrique du Sud concourt dans les compétitions par zones géographiques.

## Bilan de l'équipe
Résultats des confrontations entre l’Afrique du Sud et ses adversaires les plus fréquents (3 rencontres minimum dans les groupes mondiaux).
| # | Adversaires     | Rencontres | Victoires | Défaites | % victoires |
| - | --------------- | ---------- | --------- | -------- | ----------- |
| 1 | États-Unis      | 6          | 1         | 5        | 17 %        |
| 2 | Grande-Bretagne | 6          | 1         | 5        | 17 %        |
| 3 | Belgique        | 5          | 4         | 1        | 80 %        |
| 4 | Pays-Bas        | 5          | 3         | 2        | 60 %        |
| 5 | France          | 4          | 2         | 2        | 50 %        |
| 6 | Australie       | 4          | 0         | 4        | 0 %         |
| 7 | Japon           | 3          | 3         | 0        | 100 %       |

## Bilan des joueuses les plus sélectionnées
Ce bilan est calculé sur la base des rencontres officielles des groupes mondiaux et barrages I et II. Les rencontres des tableaux dits de « consolation » et celles par « zones géographiques » ne sont pas prises en compte. Les joueuses comptant moins de 5 sélections ne sont pas reprises dans le tableau.
| #  | Joueuses          | De   | à    | Sélections | Matchs | Victoires | Défaites | % victoires |
| -- | ----------------- | ---- | ---- | ---------- | ------ | --------- | -------- | ----------- |
| 1  | Amanda Coetzer    | 1992 | 2003 | 12         | 25     | 15        | 10       | 60 %        |
| 2  | Annette Van Zyl   | 1964 | 1976 | 11         | 19     | 12        | 7        | 63 %        |
| 3  | Brenda Kirk       | 1969 | 1973 | 14         | 25     | 16        | 9        | 64 %        |
| 4  | Brigitte Cuypers  | 1975 | 1977 | 5          | 5      | 1         | 4        | 20 %        |
| 5  | Elna Reinach      | 1992 | 1995 | 10         | 12     | 9         | 3        | 75 %        |
| 6  | Glenda Swan       | 1964 | 1967 | 5          | 10     | 5         | 5        | 50 %        |
| 7  | Ilana Kloss       | 1973 | 1977 | 13         | 17     | 12        | 5        | 71 %        |
| 8  | Joannette Kruger  | 1994 | 1997 | 8          | 12     | 4         | 8        | 33 %        |
| 9  | Linky Boshoff     | 1974 | 1977 | 11         | 15     | 13        | 2        | 87 %        |
| 10 | Mariaan de Swardt | 1992 | 1997 | 10         | 15     | 9         | 6        | 60 %        |
| 11 | Pat Pretorius     | 1972 | 1974 | 12         | 22     | 15        | 7        | 68 %        |